# 와일드 사파리
《와일드 사파리》(영어: Fierce Creatures)는 영국과 미국에서 제작된 로버트 영, 프레드 스켑시 감독의 1997년 소극 코미디 영화이다. 《완다라는 이름의 물고기》(1988)의 정신적 후속작이다. 존 클리즈가 공동 각본을 쓰고 제이미 리 커티스, 케빈 클라인, 마이클 페일린 등과 함께 출연하였다. 마이클 섐버그 등이 제작에 참여하였다.

## 출연진
- 존 클리즈
- 제이미 리 커티스
- 케빈 클라인
- 마이클 페일린
- 로버트 린지
- 로니 코빗
- 케리 로웰
- 빌 브라운
- 잭 대븐포트

## 기타 제작진
- 공동 제작: 퍼트리샤 카
- 배역: 프리실라 존
- 미술: 로저 머리리치
- 의상: 헤이즐 페시그